# Боруск
Боруск (бел. Боруск) — деревня в Великоавтюковском сельсовете Калинковичского района Гомельской области Беларуси.

## География

### Расположение
В 22 км на юго-восток от Калинкович, 14 км от железнодорожной станции Голевицы (на линии Гомель — Лунинец), 144 км от Гомеля.

### Гидрография
На юге мелиоративный канал.

## Транспортная сеть
Транспортные связи по просёлочной, затем автомобильной дороге Гомель — Лунинец. Планировка состоит из длинной, криволинейной широтной улицы, застроенной двусторонне, деревянными крестьянскими усадьбами.

## История
В 2 км от деревни, в урочище Куноядь сохранились 4 кургана, которые свидетельствуют о деятельности в этих местах человека с давних времён. По письменным источникам известна с XIX века как деревня в Автютевичской волости Речицкого уезда Минской губернии. В 1879 году обозначена как селение в Автюковичском церковном приходе. Согласно переписи 1897 года действовали школа грамоты, хлебозапасный магазин.
С 8 декабря 1926 года по 10 ноября 1927 года центр Боруского сельсовета Юровичского района Речицкого, с 9 июня 1927 года Мозырского округов. В 1929 году организован колхоз «Красный Боруск», работали 2 ветряные мельницы, кузница, начальная школа (в 1935 году 132 ученика). Во время Великой Отечественной войны в марте 1943 года каратели сожгли деревню и убили 23 жителей. 71 житель погиб на фронте. Согласно переписи 1959 года в составе совхоза «Голявичи» (центр — деревня Александровка).

## Население

### Численность
- 2004 год — 77 хозяйств, 149 жителей.

### Динамика
- 1834 год — 17 дворов.
- 1897 год — 38 дворов, 494 жителя (согласно переписи).
- 1908 год — 80 дворов, 598 жителей.
- 1940 год — 142 двора, 465 жителей.
- 1959 год — 529 жителей (согласно переписи).
- 2004 год — 77 хозяйств, 149 жителей.